# ديفيد ألبرت إيفانز
ديفيد ألبرت إيفانز (بالإنجليزية: David A. Evans)‏ هو كيميائي وأستاذ جامعي أمريكي، ولد في 11 يناير 1941 في واشنطن العاصمة في الولايات المتحدة.